# لبلب (محرك بحث)
لَبلِب هو محرك بحث يعالج المحتوى العربي على الإنترنت معتمدا على الذكاء الاصطناعي أطلق عام 2017. ويسمح لبلب للمستخدم باستثناء صفحات ذات مواضيع معينة من نتائج البحث. كما يتيح الاطلاع إلى بعض المعلومات في شكل إجابات مباشرة وفورية.
يستعمل موقع الكيمياء العربي خدمة لبلب للبحث في مواضيع علم الكيمياء.

## وصلات خارجية
- بحث في لبلب